# فوميو كيشيدا
فوميو كيشيدا (باليابانية: 岸田 文雄) (مواليد 29 يوليو 1957) هو سياسي ياباني شغل منصب رئيس وزراء اليابان الرابع والستين منذ 4 أكتوبر 2021 حتى 2024. وشغل أيضًا منصب رئيس الحزب الليبرالي الديمقراطي الحاكم (LDP) منذ 29 سبتمبر 2021 حتى 27 سبتمبر 2024. وكعضو في مجلس النواب، شغل سابقًا منصب وزير الشؤون الخارجية من 2012 إلى 2017 ومنصب وزير الدفاع بالوكالة في 2017. ومن 2017 إلى 2020، ترأس أيضًا مجلس أبحاث السياسة في الحزب الديمقراطي الليبرالي. فاز في انتخابات قيادة الحزب الليبرالي الديمقراطي لعام 2021 بنسبة 60.2٪ من الأصوات في جولة الإعادة ضد تارو كونو.

## النشأة والتعليم
ولد كيشيدا في عائلة سياسية في شيبويا، طوكيو يوم 29 يوليو 1957. والده وجده هم سياسيُّون سابقون الذين كانوا أعضاءً في مجلس النواب، وأيضا، رئيس الوزراء الأسبق كييتشي ميازاوا هو أحد الأقارب له. درس كيشيدا القانون في جامعة واسيدا، وتخرج في عام 1982. اختاره شينزو أبه ليكون وزيرًا للخارجية في 26 ديسمبر 2012.
كان والده فوميتاكي كيشيدا مسؤولاً حكومياً في وزارة الاقتصاد والتجارة والصناعة ومدير وكالة المشاريع الصغيرة والمتوسطة، منذ أن كانت عائلة كيشيدا من هيروشيما، كانت العائلة تعود إلى هيروشيما كل صيف. لقي العديد من أفراد عائلة كيشيدا مصرعهم في القصف الذري، ونشأ فوميو وهو يسمع قصصًا للناجين من القنبلة الذرية. كان كل من والده فوميتاكي وجده ماساكي كيشيدا سياسيين سابقين من أعضاء مجلس النواب.
درس كيشيدا الابتدائية في حي إلم هرست في كوينز، نيويورك، لأن والده تم تعيينه في وظيفة في الولايات المتحدة في ذلك الوقت.
عاش كيشيدا سنوات عدة من طفولته في نيويورك مع أبويه، ويقول إنه كان ضحية للعنصرية في المدرسة، وهي تجربة صعبة وصفها بأنها منحته ميلاً للعدالة والإنصاف. التحق أيضًا بمدرسة كاجيماشي الابتدائية ومدرسة كاجيماشي الإعدادية الثانوية في طوكيو. تخرج كيشيدا من أكاديمية كايسي، حيث لعب أيضًا في فريق البيسبول.
بعد عدة رفضات من جامعة طوكيو، درس كيشيدا القانون في جامعة واسيدا وتخرج عام 1982. في واسيدا، كان صديقًا للسياسي المستقبلي تاكيشي إيوايا.

## حياته السياسية
بعد عمله في بنك التسليف الياباني ومن ثم كسكرتير لعضو في مجلس النواب، تم انتخاب كيشيدا لعضوية مجلس النواب في الانتخابات العامة لعام 1993، ممثلاً لدائرة هيروشيما الأولى.
شغل كيشيدا منصب وزير شؤون أوكيناوا من عام 2007 إلى عام 2008 ، أولاً في حكومة آبي ولاحقًا في حكومة فوكودا. تم تعيينه وزير دولة مسؤول عن شؤون المستهلك وسلامة الغذاء في حكومة رئيس الوزراء آنذاك ياسو فوكودا في عام 2008. كان كيشيدا أيضًا وزير الدولة المسؤول عن العلوم والتكنولوجيا في حكومة فوكودا.

## رئيسا لوزراء اليابان
فاز كيشيدا، سليل عائلة هيروشيما المعروفة في عالم السياسة، على تارو كونو الذي كان مسؤولا عن حملة التطعيم في البلاد، في جولة الإعادة، وفاز بسهولة في التصويت، في مجلس النواب الذي يهيمن عليه الحزب الليبرالي الديمقراطي الحاكم. إذ حصل على 311 صوتا مقابل 124 لزعيم المعارضة يوكيو إدانو، ليصبح رئيس وزراء اليابان القادم. تتكون حكومة كيشيدا، التي تولت مهامها في 4 أكتوبر 2021، من 21 عضوًا، من بينهم 13 انضموا إلى مجلس الوزراء لأول مرة، بينما كان من بينهم اثنان، توشيميتسو موتيجي ونوبو كيشي الذين احتفظوا بمناصبهم من الحكومة السابقة في عهد سوجا. أعلن كيشيدا أنه سيدعو إلى انتخابات عامة في 31 أكتوبر 2021.

## الحياة الخاصة
كيشيدا يعتبر نفسه من جماهير الأنمي، وقد تعهد بتقديم الدعم المالي لصناعة الرسوم المتحركة اليابانية خلال رئاسته.

## وصلات خارجية
- فوميو كيشيدا على موقع IMDb (الإنجليزية)
- فوميو كيشيدا على موقع مونزينجر (الألمانية)
- فوميو كيشيدا على موقع قاعدة بيانات الفيلم (الإنجليزية)